# Pripora
Pripora (románul: Pripoare), falu Romániában, Maros megyében.

## Története
Mezőszengyel község része. A trianoni békeszerződésig Torda-Aranyos vármegye Marosludasi járásához tartozott.

## Népessége
2002-ben 64 lakosa volt, ebből 64 román nemzetiségű.

## Vallások
A falu lakói közül 64 ortodox hitű.